# مک‌کن (شرکت)
مک‌کَن (انگلیسی: McCann) با نام سابق مک‌کن اریکسون (انگلیسی: McCann Erickson)، یک شبکهٔ بنگاه تبلیغاتی جهانی در ایالات متحده آمریکا است که در ۱۲۰ کشور شعبه دارد. این شرکت به‌همراه چند بنگاه تبلیغاتی دیگر، از جمله آژانس بازاریابی مومنتوم ورلدواید، آژانس بازاریابی MRM، گروه تجاری مراقبت های بهداشتی مک‌کن هلث، کارخانه تجاری فیوچر برند و آژانس روابط عمومی و ارتباطات استراتژیک وبر شاندیوک همگی بخشی از شرکت هلدینگ مک‌کن ورلدگروپ هستند. این شرکت یکی از چهار شرکت بزرگ هلدینگ در صنعت تبلیغات محسوب می‌شود.